# بيتر وونغ
بيتر وونغ (بالإنجليزية: Peter Wong)‏ هو سياسي أسترالي، ولد في 12 أكتوبر 1942. حزبياً، نشط في Unity Party (Australia) ‏. وقد انتخب عضو المجلس التشريعي نيو ساوث ويلز.